# Hendrick van Baerle

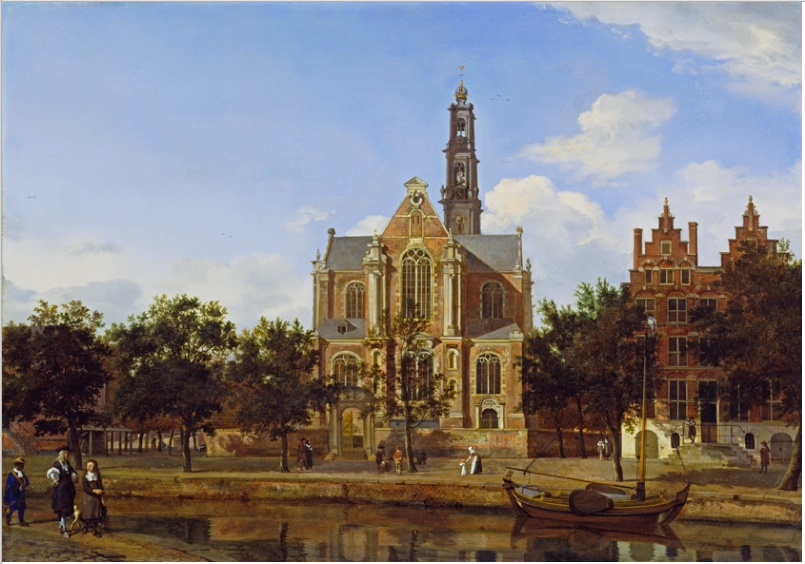
Gezicht op het dubbelpand door Jan van der Heyden

Hendrick van Baerle (Amsterdam, 20 oktober 1643 - aldaar - 26 april 1705), een koopman, in 1691 directeur van de Sociëteit van Suriname. Hij werkte in 1692 samen met Albert Geelvinck en in 1699 met Ferdinand van Collen bij de organisatie van slaventransporten naar Suriname.

## Biografie
Hendrick was de zoon van David van Baerle (1595-1671) en Rachel Godin, die in 1628 waren getrouwd in Haarlem. Zijn vader was als hoofdinvesteerder betrokken bij de drooglegging van de Stommeer. David kocht Keizersgracht 224, genaamd Saxenburg en verhuisde in 1639 naar Keizersgracht 198, op de hoek van de Westermarkt in een dubbelpand, rond 1635 ontworpen door Hendrick de Keyzer, en dat aan het einde van de 19e eeuw werd afgebroken om plaats te maken voor een vroeg soort hoogbouw. De familie van zijn vrouw lijkt uit Antwerpen af te stammen, maar kwam via Frankfurt am Main in Amsterdam terecht. Ze zijn snel opgenomen in de hoogste kringen, zoals de familie Trip.
Hendrick was de kleinzoon van Caspar van Baerle en zijn tante was Susanne van Baerle, getrouwd met Constantijn Huygens. Er bestaat evenwel verwarring over de herkomst van deze familie en zijn vader zou dus ook Jan Hendricsz. van Baerle kunnen zijn.
Vast staat dat Hendrick van Baerle in 1679 trouwde met Debora Tromp, een dochter van Johannes M. Tromp, en Anna Kievit. Haar grootvader was Maarten Harpertsz. Tromp. Debora was mogelijk een nicht van de orangistische regenten Johan Kievit en Cornelis Tromp, die elkaars zusters huwden.
Zijn dochter trouwde met Jacob Emmery baron van Wassenaer. Zijn zoon, Mr. Hendrik van Baerle, trouwde met Elisabeth Wijnanda Munnicks. Hij werd in 1731, samen met gouverneur-generaal Diederik Durven in Batavia ontslagen door de VOC, o.a. vanwege corruptie en wanbeheer en zijn op transport gesteld naar het vaderland.